# 鮎川透
鮎川 透（あゆかわ とおる、1951年-　）日本の建築家。株式会社 環・設計工房 代表取締役。
九州大学産学センター客員教授。

## プロフィール
福岡県生まれ。
1975年、九州芸術工科大学芸術工学専科修了後、第一工房入社。1980年に環・設計工房設立。1983年から九州芸術工科大学非常勤講師。2002年から2年間、日本建築家協会理事・九州支部長を務める。
代表作に、遠賀コミュニティーセンター、築城内科、老人保健施設正寿園、十連寺公園、のぞえ総合心療病院など。1996年に第9回福岡市都市景観賞受賞。2000年に第12回福岡県建築住宅文化賞大賞受賞。2003年に北崎地区複合施設新築工事建築設計業務プロポーザル一等入選。